# Larissa Laskin
Pour les articles homonymes, voir Laskin.
Larissa Laskin est une actrice canadienne.

## Filmographie
- 1993 : Dieppe (TV) : Leith
- 1995 : Suspicion A Vow To Kill (TV) : L.J. Berman
- 1995 : Les Amants du nouveau monde (The Scarlet Letter) de Roland Joffé : Goody Mortimer
- 1995 : Au bénéfice du doute (Degree of Guilt) (TV) : Ms Warner
- 1995 : Quitte ou double (Sugartime) (TV) : Dorothy McGuire
- 1996 : Mesure d'urgence (Extreme Measures) : Myrick's Daughter
- 1997 : Peacekeepers (TV) : Lillyanna Marinkovitch
- 1997 : Les Soupçons du cœur (When Secrets Kill) (TV) : Linda Emery
- 1997 : Weapons of Mass Distraction (en) (TV) : Lindsey Zarem
- 1997 : Color of Justice (TV) : New York Assistant D.A
- 1997 : Les Charmes de la vengeance (Bella Mafia) (TV) : Francesca
- 1997 : Jack Reed: Death and Vengeance (TV) : Irina Lebit
- 1998 : More Tears (série télévisée) : The Artist
- 1998 : The Last Don II (feuilleton TV) : American Woman In Sicily
- 1999 : The City (série télévisée) : Talia Onassis
- 1999 : Ricky Nelson: Original Teen Idol (TV) : Helen Blair
- 2000 : Foreign Objects (série télévisée) : Sarah
- 2000 : The Loretta Claiborne Story (TV) : Miss Reeves
- 2000 : The Golden Spiders: A Nero Wolfe Mystery (TV) : Jean Estey
- 2001 : Recipe for Murder (TV) : Corinne Riggs
- 2002 : Scar Tissue (TV) : Shannon
- 2002 : John Q : Dr. Ellen Klein
- 2002 : Body and Soul (série télévisée) : Dr. Rachel Griffen
- 2002 : Miss Miami (TV) : Helena
- 2002 : Escape from the Newsroom (TV) : Larissa
- 2005 : Face à son destin 2 : La Vie d'une mère (More Sex & the Single Mom) (TV) : Megan
- 2005 : Vinegar Hill (TV) : Barb
- 2010 : Écran de fumée (Sandra Brown's Smoke Screen) (TV) : Candy